# Odsherred Kommune
Odsherred Kommune ist eine Kommune in der dänischen Region Sjælland, welche in der Kommunalreform am 1. Januar 2007 entstand. Die Kommune hat 32.977 Einwohner (1. Januar 2023) bei einer Größe von 354,10 km². Die Odsherred Kommune ist entstanden durch den Zusammenschluss dreier ehemaliger Kommunen im Vestsjællands Amt:
- Dragsholm Kommune (152,47 km²)
- Nykøbing-Rørvig Kommune (39,99 km²)
- Trundholm Kommune (162,84 km²)

Sitz der Verwaltung ist in Højby in der früheren Trundholm Kommune, aber die größte Stadt ist Nykøbing Sjælland in der früheren Nykøbing-Rørvig Kommune.

## Entwicklung der Einwohnerzahlen (1. Januar)
- 2007 – 32.980
- 2008 – 33.129
- 2010 – 33.030
- 2011 – 32.845
- 2023 – 32.977

## Kirchspielsgemeinden und Ortschaften in der Kommune
Auf dem Gemeindegebiet liegen die folgenden Kirchspielsgemeinden (dän.: Sogn) und Ortschaften mit über 200 Einwohnern  (byområder (dt.: „Stadtgebiete“) nach Definition der Statistikbehörde); Einwohnerzahl am 1. Januar 2023, bei einer eingetragenen Einwohnerzahl von Null hatte der Ort in der Vergangenheit mehr als 200 Einwohner:
| Nr. | Kirchspiel           | Einwohner | Ortschaft                                                                    | Einwohner                     |
| --- | -------------------- | --------- | ---------------------------------------------------------------------------- | ----------------------------- |
| 09  | Asnæs Sogn           | 4.134     | Asnæs Høve (b)                                                               | 3.109 < 200                   |
| 07  | Egebjerg Sogn        | 1.517     | Egebjerg Strandhuse                                                          | 401 222                       |
| 08  | Fårevejle Sogn       | 3.864     | Fårevejle Kirkeby Fårevejle Stationsby Ordrup Strand (a) Veddinge Bakker (a) | 728 1.849 201 < 200           |
| 10  | Grevinge Sogn        | 2.432     | Grevinge Grevinge Lammefjord Herrestrup                                      | 608 263 241                   |
| 02  | Højby Sogn (c)       | 3.315     | Ellinge Lyng Højby Klint (b) Klintehuse (a) Nyrup Stårup (a)                 | 334 1.409 285 < 200 273 < 200 |
| 12  | Hørve Sogn           | 2.590     | Hørve                                                                        | 2.416                         |
| 13  | Lumsås Sogn (c)      | 862       |                                                                              |                               |
| 05  | Nørre Asmindrup Sogn | 1.066     | Svinninge (d) Nørre Asmindrup (d)                                            | 1. Januar 2012: 0.599 629     |
| 03  | Nykøbing Sj Sogn     | 6.205     | Moseby Nykøbing Sjælland Øster Lyng                                          | 485 5.049 308                 |
| 01  | Odden Sogn           | 1.212     | Havnebyen Yderby Lyng                                                        | 590 231                       |
| 04  | Rørvig Sogn          | 1.570     | Rørvig                                                                       | 1.059                         |
| 11  | Vallekilde Sogn      | 822       | Havnsø (e) (Teil mehrerer Kommunen)                                          | 1. Januar 2011: 0.024         |
| 06  | Vig Sogn             | 3.380     | Hønsinge Lyng Kelstrup Vig                                                   | 300 205 1.770                 |